# Takenouchi no Sukune

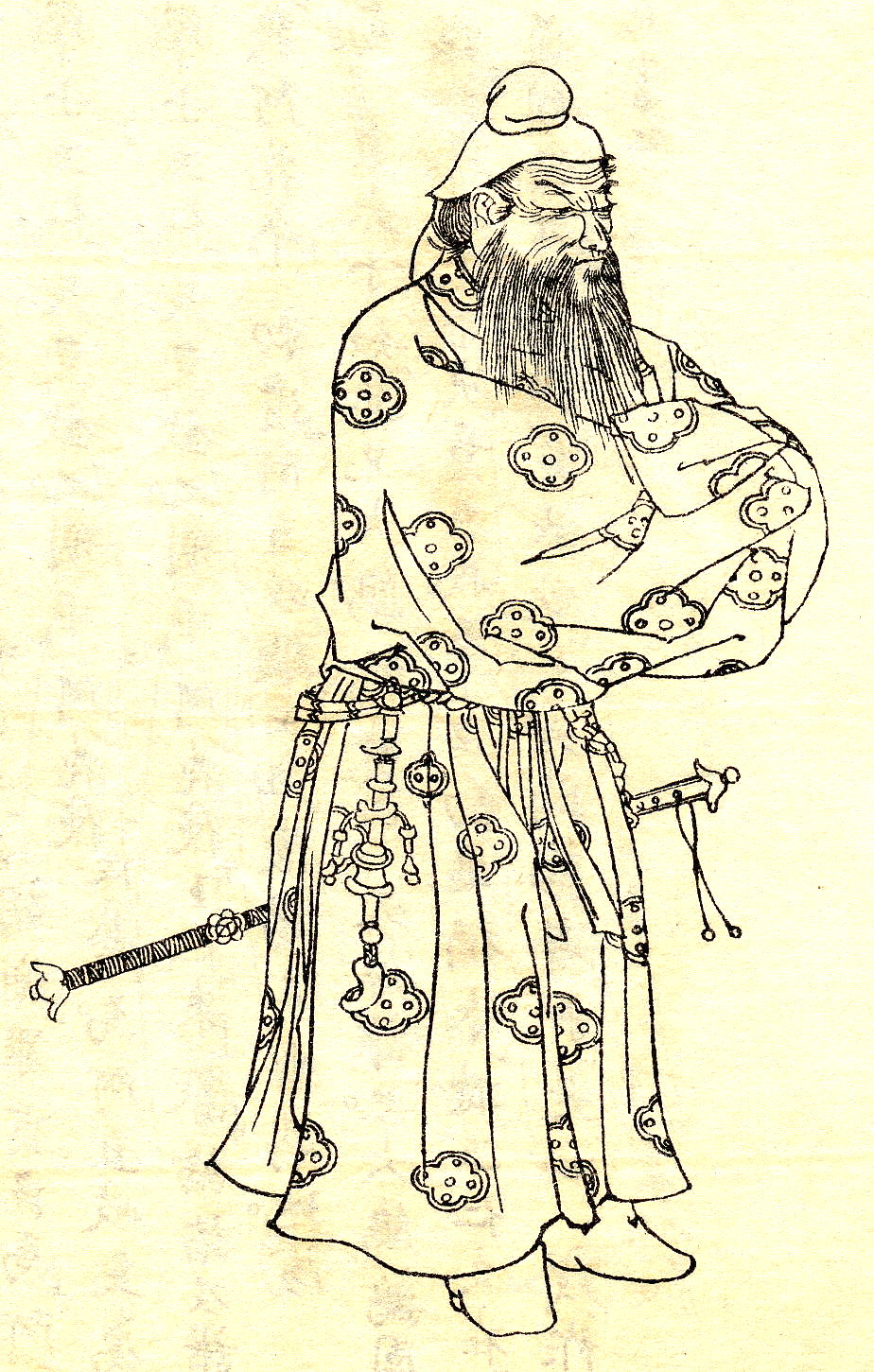
Takenouchi no Sukune (Zeichnung: Kikuchi Yosai)

Takenouchi no Sukune (japanisch 武内宿禰), auch Takeshiuchi no Sukune, war eine legendärer heldenhafter japanischer Staatsmann.

## Leben und Wirken
Takenouchi no Sukune war ein Nachkomme Kaiser Kōgens in der 5. Generation. Er wurde im Jahr 85 am selben Tag geboren wie Kaiser Seimu, und als dieser zum Nachfolger auf dem Thron bestimmt wurde, ernannte er ihn zum Minister (臣, omi). Als Seimu dann im Jahr 131 Kaiser wurde, wurde Takenouchi Erster Minister (大臣, ō-omi).
Takenouchi begleitete im Jahr 199 Kaiser Chūai auf seinem Feldzug gegen die Kumaso auf Tsukushi, also Kyūshū und unterstützte die Ansicht Kaiserin Jingū, mann müsse einen Feldzug gegen Korea führen. Als der Kaiser starb, folgte Takenouchi ihr und unterstützte sie bei der Niederwerfung der „Drei Korea“ (三韓, Sankan). Nach ihrer Rückkehr gebar sie im Jahr 201 den späteren Kaiser Ōjin.
Im folgenden Jahr versuchten die älteren Söhne Jingūs, Kagosaka und Oshikuma, ihre Nachfolge durchzusetzen. Takenouchi wurde gegen sie entsandt, besiegte sie und ließ sie töten.
Im Jahr 278 wurde Takenouchi beauftragt, Kyūshū zu inspizieren. Während seiner Abwesenheit beschuldigte sein Bruder Umashiuchi no Sukune (甘美内宿禰) ihn, unter dem Vorwand, gegen Korea zu ziehen, Truppen ausgehoben zu haben, um eine Revolte durchzuführen. Takenouchi kehrte daraufhin an den Hof zurück und bewies seine Unschuld, indem er seine Hände in kochendes Wasser tauchte. So wurde er freigesprochen und wurde wieder Minister.
Er starb nach einer Überlieferung im Jahr 367 im Alter von 283 Jahren, nach einer anderen im Jahr 390 im Alter von 306 Jahren.
Man nimmt an, dass unter seinem Namen Vorfälle aus verschiedenen Generationen seiner Familie zusammengefasst wurden:
- Hata no Yashiro (羽田八代),
- Ki no Tsuno (no Sukune) (紀角/木角宿禰), siehe Ki,
- Soga no Ishikawa (no Sukune) (宗我石川/蘇賀石河宿禰) → Soga no Machi (蘇我満智) → Soga no Karako (蘇我韓子) → Soga no Koma (蘇我高麗), siehe Soga,
- Kose no Okara (許勢小柄), siehe Kose,
- Heguri no Tsuku (平群木菟) → Heguri no Matori (平群真鳥) → Heguri no Shibi (平群鮪), siehe Heguri,
- Kazuraki no Sotsuhiko (葛城襲津彦), siehe Katsuragi.

Neben den genannten Familien gab es noch weitere, die sich auf Takenouchi zurückführten.